# Ellen Terwey
Ellen Terwey (* 18. März 1950 in Oldenburg) ist eine deutsche  Musikerin, Liederpoetin und Pädagogin. 

## Biografie
Terwey ist die Tochter des Bauunternehmers Hermann Terwey. Sie wuchs mit ihren zwei älteren Brüdern in Rastede auf. Mit neun Jahren begann sie mit dem Klavierunterricht, mit vierzehn Jahren mit dem Orgelunterricht u. a. an der Lambertikirche (Oldenburg). Sie besuchte die Cäcilienschule Oldenburg in Oldenburg. 1969 heiratete sie den späteren Pädagogen Koopmann; beide haben den Sohn David Koopmann und sind seit 1978 wieder geschieden.
Von 1969 bis 1972 wohnte sie in Hamburg und studierte in Abendkursen Kirchenmusik und Orgel an der Musikhochschule in Hamburg in Zusammenarbeit mit der dortigen evangelischen Kirche. Danach studierte sie von 1973 bis 1976 Pädagogik an der Universität Oldenburg. 1977/78 war sie als Referendarin in Elsfleth tätig und von 1979 bis 1992 im Bremer Schuldienst. Von 1988 bis 1991 wirkte sie dabei an der Bremischen Zentralstelle für die Verwirklichung der Gleichberechtigung der Frau (ZGF) und danach am Archiv für Popmusik der Musikhochschule Bremen.
Terwey arbeitete von 1980 bis 1983 in der Frauenmusikgruppe Li(e)dschatten. Sie schuf Gedichte und Texte die u. a. von Hannelore Hoger, Ulrich Tukur, Ulrich Noethen, Daniel Brühl, Charles Brauer, Sarah Wiener, Alfred Biolek interpretiert wurden. 1990 erstellte sie Kompositionen für Lutz Görner und Katja Ebstein. Sie war 1991 Mitgründerin des Vereins Bremer Frauenmuseum. Ab 1995 führte sie in Bremen die eigene Veranstaltungsreihe Chansons im Salon in ihrem Musiksalon in einem Kaufmannshaus von Lüder Rutenberg in der Rutenstraße.
Auszeichnungen
- 1981: Kompositionspreis der Freien Hansestadt Hamburg
- 1982: Kulturförderpreis der Villa Ichon in Bremen

## Werke
- Li(e)dschatten, Single, 1981
- Gestritten Gehofft Getanzt, Frauenliedersammlung, Mitherausgeberin, Pläne-Verlag, 1986.
- Ich berühre dich mit meinem Lied. CD/LP, 1989.
- Mein blaues Klavier, Musik zu Texten von Else Lasker-Schüler, 1992.
- Wie die Erde sich dreht, Musik zu Texten von Gisela Steineckert, 1992.
- Glasnost, Single 1988.
- Das Essen ist ein Gedicht. Verlag Die Werkstatt, Göttingen 2000.
  - Das Essen ist ein Gedicht als Hörbuch. Random House Audio, Köln 2009.
- Notenposter auf Architektenpapier, Text und Musik, 2002.
- Wie wär's mit einem Borschtsch? Text: Mascha Kaléko, Musik: Ellen Terwey.